# رضایت مشتری

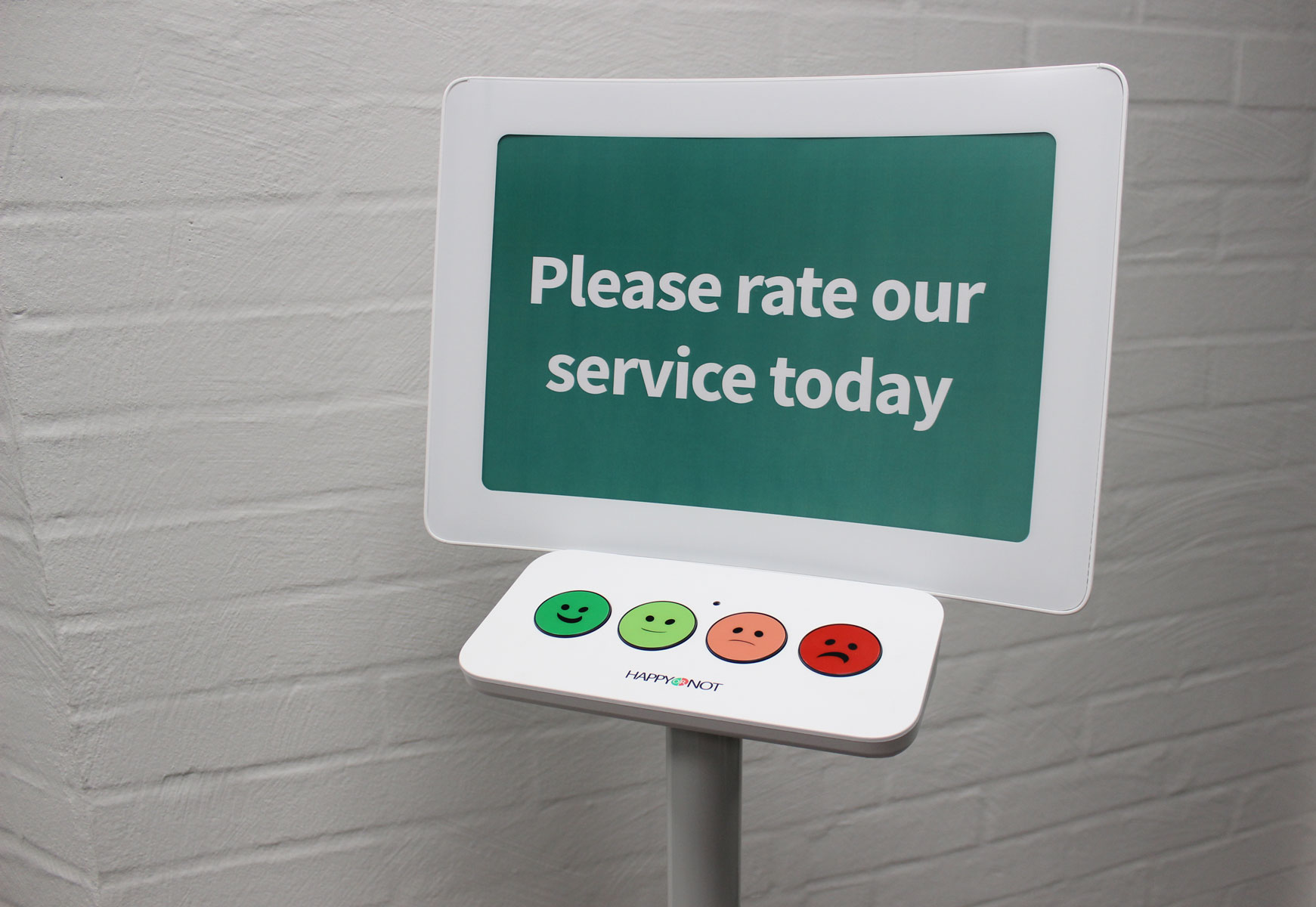
دستگاه نظرسنجی از مشتری

رضایت مشتری، (به انگلیسی: Customer satisfaction) اصطلاحی در بازاریابی می‌باشد و عبارتست از احساس و نگرش مشتری نسبت به محصول یا خدمتی که از آن استفاده کرده است. رضایت مشتری واکنشی است، که در رفتار بلندمدت مشتری توسط شرکت بررسی می‌گردد و به‌عنوان ابزار مهمی در فعالیت بازاریابی در نظر گرفته می‌شود، که فعالیت خود را بر ارتباط با مشتری مدیریت می‌نماید. ارتباط مشتری در کنار کیفیت می‌تواند، عامل اثربخش بر رضایت مشتری باشد. کیفیت مفهومی پویا است، که با تجربه مشتری و تغییر و اصلاح در درک مشتری از محصول تغییر می‌یابد.
رضایت مشتری عملکرد متفاوتی از انتظار و درک مشتری است. ارتباط مشتری به ایجاد رابطه‌ای مثبت بین مشتری و شرکت کمک می‌نماید. از این رو تحقیق در مورد رابطه بین ارتباط مشتری و رضایت مشتری بسیار مهم است.
در واقع رضایت مشتری واکنشی است که تحت تاثیر متغیرهای مختلفی قرار دارد و در کسب‌وکارهای مختلف نیز تغییر می‌کنند. رضایت مشتری ارتباط تنگاتنگی با خدمات مشتری دارد.
در نهایت می توان گفت رضایت مشتری، احساسی است که مشتریان نسبت به تجربه‌ی خود از محصولات، خدمات یا تعامل با یک سازمان دارند و نشان‌دهنده میزان مطلوبیت و رضایت آن‌ها از این تجربه است.
موضوع دیگری که در رضایت مشتری اهمیت دارد تجربه مشتری است. تجربه مشتری چیزی است که آینده شرکت‌ها به آن وابسته است. کسب و کارها در حال تمرکز بر رضایت مشتری و تجربه مشتری هستند و مشتریان در حال پیدا کردن برندهایی که برای آنها تجربه‌ای جدیدتر و بهتر می‌سازند.

## روش‌های اندازه‌گیری رضایت مشتری
برای اندازه‌گیری رضایت مشتری، روش‌های مختلفی وجود دارد که برخی از مهمترین آن‌ها عبارتند از:
1. پرسش‌نامه‌های رضایت مشتری: در این روش، مشتریان با پاسخ به سوالاتی که درباره‌ی محصولات و خدمات سازمان و نحوه ارائه آن‌ها پرسیده می‌شود، نظر خود را درباره رضایت خود از محصول یا خدمت اعلام می‌کنند. پرسش‌نامه‌ها معمولاً شامل سوالاتی درباره ویژگی‌های محصول، کیفیت، قیمت، خدمات پس از فروش و... هستند.
2. نظرسنجی‌های تلفنی یا آنلاین: در این روش، مشتریان با پاسخ دادن به سوالاتی که از طریق تلفن یا اینترنت به آن‌ها تحویل داده می‌شود، نظر خود را درباره رضایت خود از محصول یا خدمت اعلام می‌کنند. این روش می‌تواند به صورت برخط یا آفلاین باشد.
3. تحلیل داده‌های اجتماعی: در این روش، از داده‌هایی که در شبکه‌های اجتماعی، ایمیل‌های مشتریان و یا سایر منابع جمع‌آوری می‌شوند، استفاده می‌شود. با تحلیل این داده‌ها، می‌توان اطلاعاتی درباره رضایت مشتریان و نیز مشکلاتی که در مورد محصول یا خدمت وجود دارد، بدست آورد.

## مراحل اندازه گیری رضایت مشتریان
مراحل اجرای این روش‌ها به طور کلی شامل مراحل زیر می‌شود:
1. تعیین هدف: در این مرحله، باید هدف از انجام بررسی رضایت مشتری مشخص شود. برای مثال، هدف ممکن است ارائه خدمات بهتر، ارتقای کیفیت محصولات، جلب مشتریان جدید و... باشد.
2. طراحی پرسش‌نامه: در این مرحله، پرسش‌نامه برای جمع‌آوری داده‌ها طراحی می‌شود. در طراحی پرسش‌نامه باید به اهداف و نیازهای کسب و کار و نیز خواسته‌های مشتریان توجه شود.
3. جمع‌آوری داده‌ها: در این مرحله، داده‌های مورد نیاز جمع‌آوری می‌شود. این داده‌ها می‌توانند از طریق پرسش‌نامه، نظرسنجی یا تحلیل داده‌هایاجتماعی جمع‌آوری شوند.
4. تحلیل داده‌ها: در این مرحله، داده‌های جمع‌آوری شده تحلیل و بررسی می‌شوند. برای این کار، می‌توان از روش‌های آماری مختلفی مانند تحلیل فرکانسی، تحلیل رگرسیونی، تحلیل خوشه‌ای و... استفاده کرد.
5. ارائه نتایج: در این مرحله، نتایج به دست آمده از تحلیل داده‌ها به صورت گزارش یا پیشنهاداتی برای بهبود کیفیت محصولات و خدمات به مدیران و صاحبان کسب و کار ارائه می‌شود.

به طور کلی، اندازه‌گیری رضایت مشتری از اهمیت بسیار بالایی برخوردار است و به کسب و کارها کمک می‌کند تا نیازهای مشتریان خود را بهتر درک کرده و با بهبود کیفیت محصولات و خدمات، رضایت مشتریان را افزایش دهند.